# Лісе-Ями (гміна)
Ґміна Лісє Ями (пол. Gmina Lisie Jamy) — колишня (1934—1939 рр.) сільська ґміна Любачівського повіту Львівського воєводства Польської республіки (1918—1939) рр. Центром ґміни було село Лисячі Ями.

1 серпня 1934 р. було створено об'єднану сільську ґміну Лісє Ями в Любачівському повіті. До неї увійшли сільські громади: Башня Горішня, Башня Долішня, Бурґав, Будомир, Грушів, Коровиця Голодівська, Коровиця Лісова, Коровиця Сама, Лисі Ями, Молодів, Райхав, Синявка і Залуже.

У середині вересня 1939 року німці окупували територію ґміни, однак вже 26 вересня 1939 року мусіли відступити, оскільки за пактом Ріббентропа-Молотова вона належала до радянської зони впливу. 17 січня 1940 р. ґміна ліквідована, а її територія включена до Любачівського району Львівської області. В червні 1941, з початком Радянсько-німецької війни, територія знову була окупована німцями. В липні 1944 року радянські війська оволоділи цією територією.
У жовтні 1944 року західні райони Львівської області віддані Польщі, а українське населення вивезено до СРСР та на понімецькі землі.